# Hounslow East (London Underground)

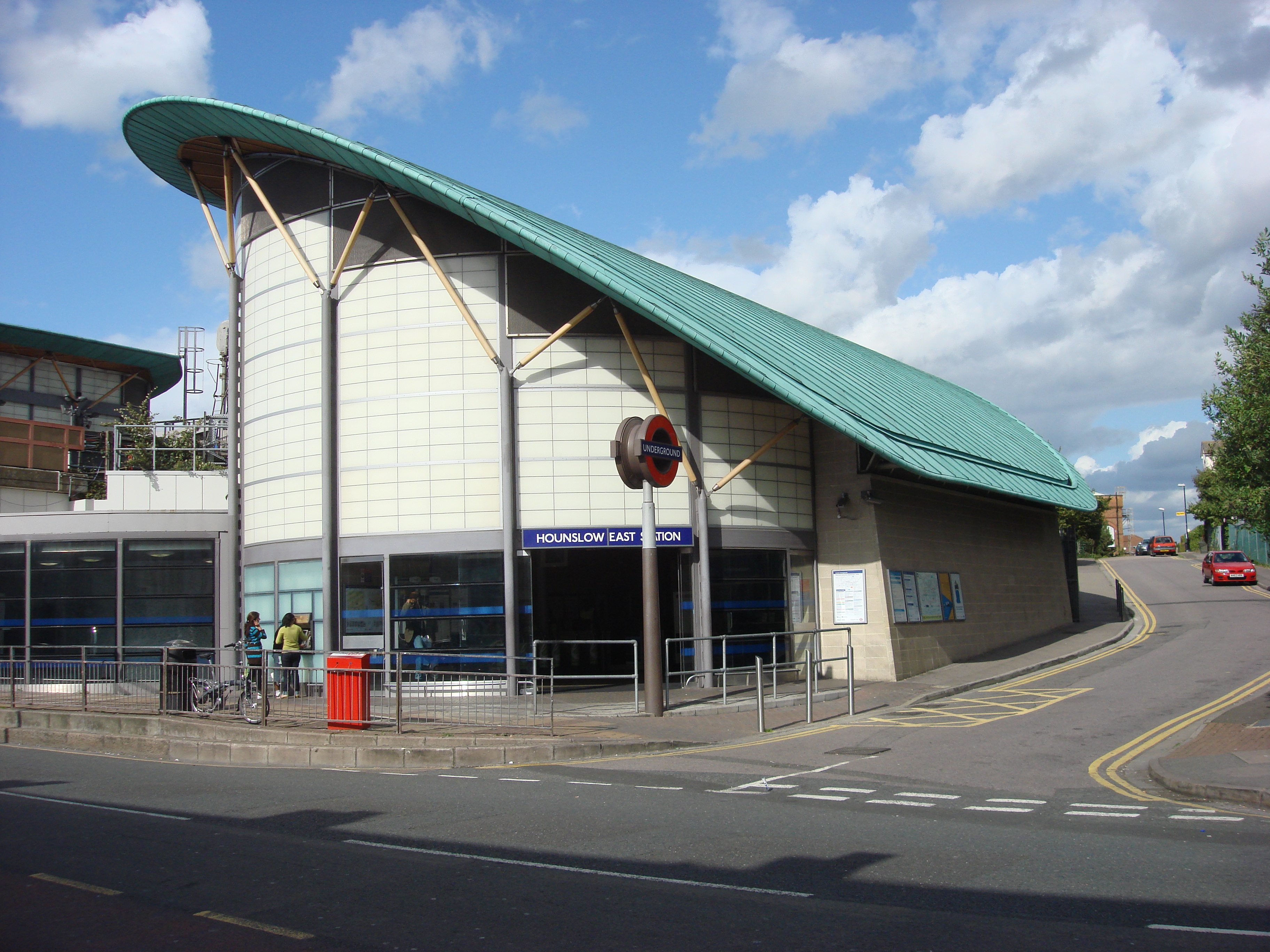
Stationsgebäude

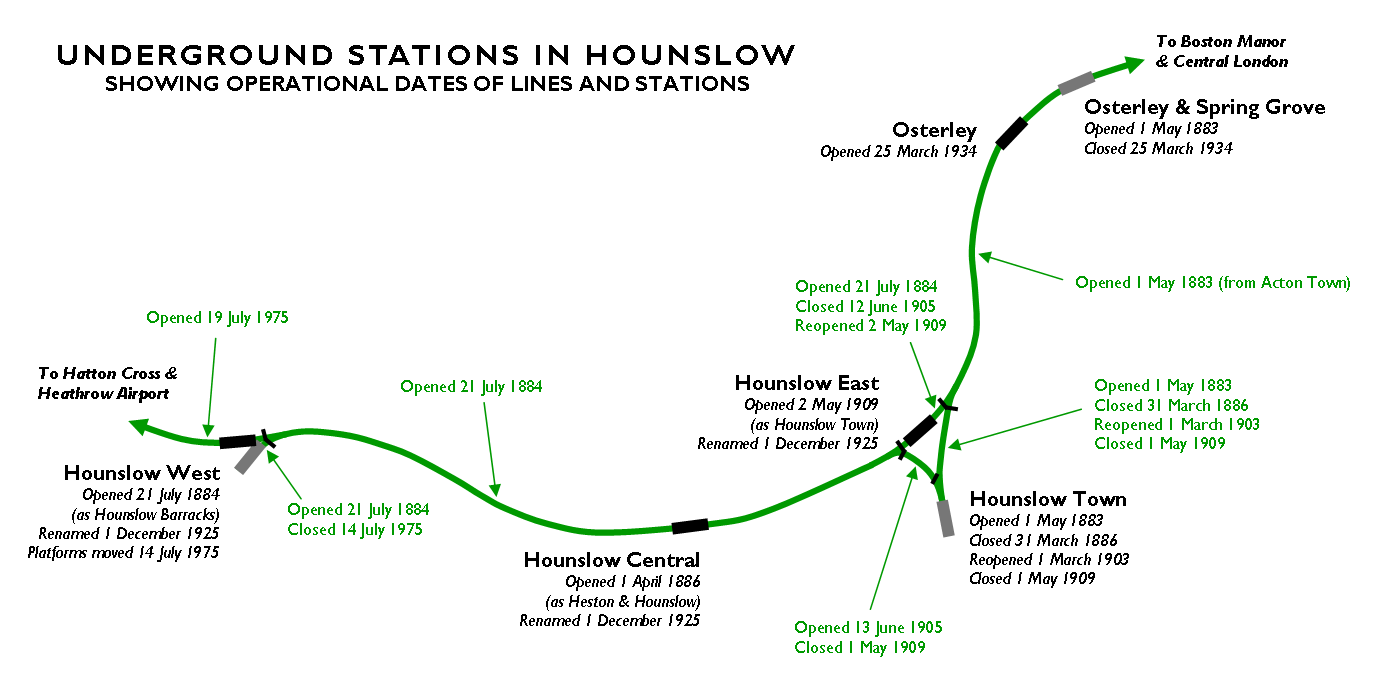
U-Bahn-Stationen in Hounslow

Hounslow East ist eine oberirdische Station der London Underground im Stadtbezirk London Borough of Hounslow. Sie liegt in der Travelcard-Tarifzone 4 an der Kingsley Road. Im Jahr 2013 nutzten 4,34 Millionen Fahrgäste diese von der Piccadilly Line bediente Station.
Die Metropolitan District Railway (MDR; Vorgängergesellschaft der heutigen District Line) eröffnete am 21. Juli 1884 die Strecke zwischen Osterley & Spring Grove und Hounslow Barracks (heute Hounslow West). In unmittelbarer Nähe befand sich der ein Jahr zuvor eröffnete Kopfbahnhof Hounslow Town. Nach Abschluss der Elektrifizierung wurde die direkte Verbindung geschlossen, da nun sämtliche Züge in Hounslow Town wendeten und westlich davon über eine Verbindungskurve wieder auf die Stammstrecke gelangten. Diese Betriebsform erwies sich jedoch als unpraktisch, so dass die MDR Hounslow Town am 1. Mai 1909 schloss und am darauf folgenden Tag die 300 Meter nördlich gelegene Station Hounslow East an der Direktverbindung als Ersatz eröffnete.
Die neue Station hieß zunächst ebenfalls Hounslow Town und erhielt am 1. Dezember 1925 ihren heutigen Namen. Am 13. März 1933 verkehrten erstmals auch Züge der Piccadilly Line. Seit dem 9. Oktober 1964 ist sie die einzige Linie auf dem Abschnitt westlich von Acton Town, da die District Line verkürzt wurde.